# 대한신민단
대한신민단(大韓新民團)은 한국의 무장 독립운동단체이다.

## 역사
1919년에 러시아 블라디보스토크에서 조직되었으며, 신민회, 신민단으로도 불렸다. 단장 김규면, 부단장 한광택, 총무부장 최상진, 재무부장 이존수, 외무부장 김덕보 등의 인물들로 이루어졌으며, 내외적으로 교육 활동과 군자금을 모아 무장에 힘썼다
1920년 10월 20일, 250명의 병력을 제1연대장 홍범도 휘하의 군으로 통합한 뒤 완루구, 어랑촌전투에서 활약했다.
이후 혼춘사건이 일어나자 단원들을 노령으로 망명, 또는 이주했다. 1922년 12월에는 소련으로부터 무장해제령을 통고받았으며, 이에 대한 보복으로 김규식이 소련군 3명을 살해하자, 주요인물들이 체포되며 해체되었다.

## 같이 보기
- 대한독립군
- 한인사회당